# Atton
Atton – miejscowość i gmina we Francji, w regionie Grand Est, w departamencie Meurthe i Mozela.
Według danych na rok 1990 gminę zamieszkiwało 625 osób, a gęstość zaludnienia wynosiła 41 osób/km² (wśród 2335 gmin Lotaryngii Atton plasuje się na 526. miejscu pod względem liczby ludności, natomiast pod względem powierzchni na miejscu 331.).